# Llorenç Carbonell i Santacruz
Llorenç Carbonell i Santacruz (Alacant, 1883-1968) fou el primer alcalde democràtic d'Alacant, entre els anys 1931 i 1936.
De professió com a industrial d'arts gràfiques, i membre de la Joventut Republicana Alacantina des de jove, fou triat com a regidor de l'Ajuntament d'Alacant en 1909 per la Coalició Republicano-Socialista, a més de fundar a la ciutat el Partit Republicà Radical Socialista (PRRS).
A les eleccions municipals de 1931, el 81% dels vots emesos a la ciutat varen ser per a la Coalició Republicano-Socialista.A més, va ser escollit entre els regidors, per unanimitat com a Alcalde d'Alacant.
Al llarg del seu mandat es va dur a terme un ambiciós programa de reformes urbanístiques de gran transcendència, com el desmuntament i urbanització d'una part del centre de la ciutat que entrebancava l'expansió de l'eixample urbà; creació de nous eixos de comunicació; increment de construccions escolars; i, sobretot, el projecte d'urbanitzar la Platja de Sant Joan, per a la qual cosa comptà amb el suport del Ministre d'Obres Públiques, Indalecio Prieto. Hom pretenia construir una "moderna ciutat satèl·lit" juntament a la Platja de Sant Joan, en què hi existira un hotel, balnearis, camps esportius i clubs de golfs, rodejats de zones verds. No obstant això, el projecte va ser paralitzat en esclatar la Guerra Civil espanyola.
Després de la revolució d'octubre de 1934, el Govern d'Alejandro Lerroux substituí l'Ajuntament triat democràticament per una Comissió Gestora, designant alcalde a Alfonso Martín Santaolalla. Després de guanyar les eleccions legislatives de 1936 el Front Popular Antifeixista, es retornà a l'Ajuntament la representació municipal resultant de 1931, i hi tornà a ocupar l'alcaldia. Durant esta campanya electoral, Carbonell va ser víctima de la manipulació d'unes declaracions seues realitzades des del balcó de l'Ajuntament. Diaris madrilenys com El Debate o El Sol afirmaren que Carbonell havia arengat als alacantins:
| « | el 16 de febrero no dejéis votar a las beatas ni a las monjas; cuando veais a alguien que lleve en la mano una candidatura de derechas, cortarle la mano y rompérsela en las narices y se la hacéis comer | » |

Quan en realitat les seues declaracions van ser:
| « | Alicantinos: el 16 de febrero, las urnas, hasta el tope. Ni uno a las derechas, que son los enemigos de España | » |

La indignació de Carbonell va ser màxima arribant a telegrafiar al President del Consell de Ministres desmentint eixes declaracions. Va enviar també un telegrama al Ministre de Governació, fent-li arribar per correu un exemplar de tots els diaris alacantins, de tota ideologia, que no van arreplegar estes declaracions per ser falses. Posteriorment el diari cedista alacantí Más repetiria les mateixes declaracions però donant-les per pronunciades a un mítin en El Campello. Actualment, periodistes com José Javier Esparza continuen donant per vàlides estes declaracions encara que la seua falsedat està més que demostrada.
En començar la guerra civil, l'Ajuntament quedà suspès en funcions, formant-se un nou Consell Municipal en què l'alcalde triat fou Rafael Millà, fundador del Partit Comunista d'Espanya (PCE) a Alacant. Llorenç Carbonell s'exilià a Marsella, residint posteriorment a Orà fins a la seua tornada a Alacant en 1960.